# Glăvănești
Glăvănești là một xã thuộc hạt Bacău, România. Dân số thời điểm năm 2002 là 3808 người.